# 克伯森縣 (德克薩斯州)
克伯森县（英語：Culberson County）是位於美国德克萨斯州西部的一個縣，北界新墨西哥州，面積2,975平方公里。根據2020年美國人口普查，共有人口2,188人。縣治范霍恩（Van Horn）。該縣成立於1911年，縣名以在南北战争時期的律師、軍人大衛·B·克伯森（David B. Culberson）命名。

## 市鎮
- 范霍恩
- 肯特（英语：Kent, Texas）（無建制聚落）